# Zygmunt Garłowski
Zygmunt Garłowski (5. října 1949 Bielawa – 7. února 2008, Sydney) byl polský fotbalista, záložník.

## Fotbalová kariéra
Začínal v druholigovém týmu Górnik Wałbrzych. Polskou ligu hrál za Śląsk Wrocław, nastoupil ve 194 ligových utkáních a dal 34 gólů. V roce 1977 vyhrál se Śląskem Wrocław polskou ligu a v roce 1976 pohár. V Poháru mistrů evropských zemí nastoupil v 1 utkání, v Poháru vítězů pohárů nastoupil v 6 utkáních a dal 1 gól a v Poháru UEFA nastoupil ve 12 utkáních a dal 1 gól. Za polskou reprezentaci nastoupil v letech 1974–1976 ve 3 utkáních. 

## Ligová bilance
| Ročník                   | Zápasy | Góly | Klub             |
| ------------------------ | ------ | ---- | ---------------- |
| 2. polská liga 1967/1968 | -      | -    | Górnik Wałbrzych |
| 2. polská liga 1968/1969 | -      | -    | Górnik Wałbrzych |
| 2. polská liga 1969/1970 | -      | -    | Górnik Wałbrzych |
| 2. polská liga 1970/1971 | -      | -    | Górnik Wałbrzych |
| 2. polská liga 1971/1972 | -      | -    | Górnik Wałbrzych |
| 2. polská liga 1972/1973 | -      | -    | Górnik Wałbrzych |
| I Liga 1973/1974         | 26     | 4    | Śląsk Wrocław    |
| I Liga 1974/1975         | 21     | 4    | Śląsk Wrocław    |
| I Liga 1975/1976         | 28     | 4    | Śląsk Wrocław    |
| I Liga 1976/1977         | 25     | 12   | Śląsk Wrocław    |
| I Liga 1977/1978         | 24     | 7    | Śląsk Wrocław    |
| I Liga 1978/1979         | 27     | 2    | Śląsk Wrocław    |
| I Liga 1979/1980         | 28     | 1    | Śląsk Wrocław    |
| I Liga 1980/1981         | 15     | 0    | Śląsk Wrocław    |
| CELKEM 1. polská liga    | 194    | 34   |                  |